# 福井鉄道140形電車
福井鉄道140形電車（ふくいてつどう140がたでんしゃ）は、かつて福井鉄道に在籍していた電車。初代と2代目が存在した。
1. （初代）1964年（昭和39年）に名古屋鉄道（名鉄）から譲渡されたモ700形とク2200形を組み合わせたもの。2編成4両が在籍した。
2. （2代）初代の老朽化に伴い、その代替として1979年（昭和54年）から1981年（昭和56年）にかけて登場した車両。こちらも他社より譲渡された車両であるが、種車については後述する。3編成6両が在籍し、560形とともに、福井鉄道で最後まで残った吊り掛け駆動車両であった。

本項では初代および2代目両方の本形式を称した車両について述べる。

## 初代140形電車

### 車両概要

#### モハ141・142
モハ140形141・142は元名鉄モ700形701・705で、1927年（昭和2年）4月に日本車輌製造で新製されたものである。1964年（昭和39年）3月に借入という形で入線し、同年7月に正式譲渡されている。主要機器については名鉄時代そのままであるが、入線に際して以下の改造が施工されている。
- 台車をモハ141は日本車輌製27MCB型[注釈 2]釣り合い梁式台車に、モハ142はボールドウィン78-25A型釣り合い梁式台車に換装
- 併用軌道区間走行のため前面床下に排障器を、客用扉部に乗降用折り畳みステップ[注釈 3]をそれぞれ設置[3]

同年11月には、本形式にも装備されている名鉄車独特の大型標識灯が、急カーブ区間走行時に連結相手側に接触し破損することがあったため、対策として2両固定編成化が施工された。その際、以下の改造を施工している。
- 連結面を切妻構造化[3]
  - これにより、丸妻形状の妻面の円弧部分を切断し切妻形状化したことから、全長が若干短縮されている。また、この短縮によって旧運転台部分に相当する側窓がなくなり、窓配置が1D6D6Dに変化した。
- 前面窓のHゴム固定化
  - ただし、モハ141が前面窓3枚のうち中央の運転台窓のみHゴム固定とされたのに対し、モハ142は3枚の前面窓全てがHゴム固定とされた。
- 運転台部分の側窓の一段下降窓化
- 客用扉の自動扉化
- 車内放送装置の新設

#### クハ141・142
クハ140形141・142は元名鉄ク2200形2201・2202で、瀬戸電気鉄道が1936年（昭和11年）10月に日本車輌で新製したガソリン動車キハ300形301・302がその前身である。モハ140形141・142と同様、1964年（昭和39年）3月に借入という形で入線し、同年7月に正式譲渡されている。入線に際して以下の改造が施工されている。
- 台車を日本車輌製ボールドウィン型台車[注釈 4]に換装
- モハ140と同様、併用軌道区間走行のため前面床下に排障器を、客用扉部に乗降用折り畳みステップをそれぞれ設置[3]

同年11月、モハ140と同様の理由で以下の改造を施工している。
- 連結面を切妻構造化[3]
  - これにより、全長が若干短縮された。ただし、モハ140とは異なり窓配置は変化なし。
- 前面窓のHゴム固定化
  - こちらは元は2両とも平妻2枚の2段窓で、前面窓を2枚とも窓幅を若干広げた上でHゴム固定の1段窓にしている。

この他、モハ140と同様に運転台部分の側窓の一段下降窓化、客用扉の自動扉化、車内放送装置の新設が施工された。

### その後の経緯
前述の固定編成化後は特に改造を受けることなく使用されたが、車体の老朽化が進んだことから2代目140形に代替されることとなり、モハ141・142はモハ141-1・142-1に、クハ141・142はモハ141-2・142-2にそれぞれ車籍を譲って現車は1979年（昭和54年）に廃車・解体処分された。

## 2代目140形電車
モハ140-1形-モハ140-2形からなる2両編成で、武生方モハ(-1)に制御器を、福井方モハ(-2)に電動発電機(MG)および電動空気圧縮機(CP)をそれぞれ搭載する固定編成である。車内は全車セミクロスシート仕様で、客用扉間が転換クロスシート、後部客用扉より連結面までがロングシートで構成されている。本形式の種車は譲渡車・生え抜き車の計3車種からなり、出自の違いから車両形状が各々異なっている他、座席定員にも差異が生じている。
主要機器は入線に際して全車統一され、制御器は東洋電機製造製ES516型電動カム軸式制御器、主電動機はウェスティングハウス社製WH556-J6型である。主電動機は武生方モハ(-1)に4基、福井方モハ(-2)に2基搭載とした変則全電動車編成とされており、パンタグラフは武生方モハ(-1)に1基搭載されている。
その他、詳細な改造項目は後述するが、全車共通の改造項目として以下が施工されている。
- 前面中央窓下に行先・種別表示幕を新設
- 併用軌道区間走行のため前面床下に排障器を、客用扉部に乗降用折り畳みステップをそれぞれ設置

以下、種車ごとにその詳細を述べる。

### 各車両の詳細

#### モハ141-1・142-1
種車は長野電鉄より譲り受けたモハ300形301・302で、1941年（昭和16年）に汽車製造で新製されたものである。1978年（昭和53年）に福井鉄道が譲り受け、翌1979年（昭和54年）から1980年（昭和55年）にかけて竣工した。入線に際して以下の改造が施工されている。
- 福井寄り運転台を撤去して貫通路を新設・片運転台化
- 武生寄り（運転台寄り）客用扉の移設
- 前面窓・戸袋窓等固定窓のHゴム固定化

これら改造によって窓配置は原形のd3D7D3dからdD10D3・1（d：乗務員扉, D：客用扉）と変化したが、種車が元より前面非貫通構造であったこともあり、他グループよりは比較的外観上の原形を保っている。乗務員扉撤去跡の側窓はHゴム固定の小窓とされており、元は両運転台車であった面影が残っている。台車は種車が装備していた汽車製KSK-2H4型釣り合い梁式台車をそのまま使用した。なお、本グループは手続き上は初代モハ140形141・142の更新扱いで竣工している。

#### モハ143-1
種車はモハ40形42で、本形式中唯一の福井鉄道生え抜き車両である。前身は1929年（昭和4年）に加藤車輌製作所で新製された鯖浦電気鉄道デハ10形12で、合併による福井鉄道設立時にモハ42と改称・改番され、1953年（昭和28年）に車体新製による更新を施工したものである。改造前は主に単行運用に供され、福武線および鯖浦線で使用されていたが、1981年（昭和56年）に後述モハ143-2と2両固定編成化を行うため大改造を受け、モハ143-1と改称された。以下に改造項目を記す。
- 車体延長工事を施工[注釈 7]
- 福井寄り運転台を撤去して切妻形状とし貫通路を新設・片運転台化
- 前面窓の連続3枚窓化
- 乗務員扉新設
- 客用扉の移設およびプレス扉化[注釈 8]
- 前面窓・戸袋窓など固定窓のHゴム固定化

これら改造の結果原形は完全に失われ、モハ143-2とほぼ同一の外観に変化を遂げたが、車体長の差異から窓配置はdD11D3と、モハ143-2と比較して客用扉間の側窓が1枚少ない。その他、前面雨樋形状や幕板寸法、屋根の深さなど、種車の違いに起因する形態上の相違点が存在した。台車は名鉄より譲り受けた日本車輌製D14型釣り合い梁式台車を装備する。なお、本車は手続き上は新製扱いで登場しており、モハ42は同様に手続き上は廃車扱いとされている。

#### モハ141-2・142-2・143-2

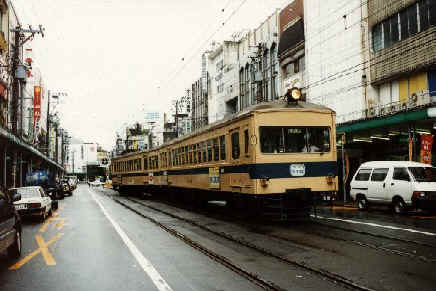
三連窓が特徴的なモハ143-2

種車は名鉄より譲り受けたモ900形で、1931年（昭和6年）に日本車輌で新製されたものである。瀬戸線昇圧に伴い余剰となったモ901・902・907を譲り受け、1979年（昭和54年）から1981年（昭和56年）にかけて順次竣工した。本グループも入線に際して以下の改造が施工されている。
- 福井寄り前面の貫通扉撤去・非貫通構造化
- 武生寄りの乗務員扉撤去[注釈 11]
- 福井寄り（運転台寄り）客用扉の移設
- 乗務員扉の鋼製化および客用扉のプレス扉化[注釈 8]
- 前面窓・戸袋窓等固定窓のHゴム固定化
- 外板の張り替え[注釈 12]
- パンタグラフの撤去

これら改造によって窓配置は原形のd2D10D2dからdD12D3となり、外観上原形はほぼ失われたといっていいほどの変化を遂げた。さらにモハ143-2についてはモハ143-1同様に前面窓の連続3枚窓化・連結面の切妻化も施工されている。台車はモハ141-2・142-2が名鉄ク2300形の廃車発生品である日本車輌製27MCB型を、モハ143-2が同じく名鉄から譲り受けた日本車輌製D16B型をそれぞれ装備する。なお、本グループのうちモハ141-2・142-2は手続き上はクハ140形141・142の更新扱いとされ、モハ143-2については編成相手のモハ143-1同様新製扱いとされている。

### その後の経緯

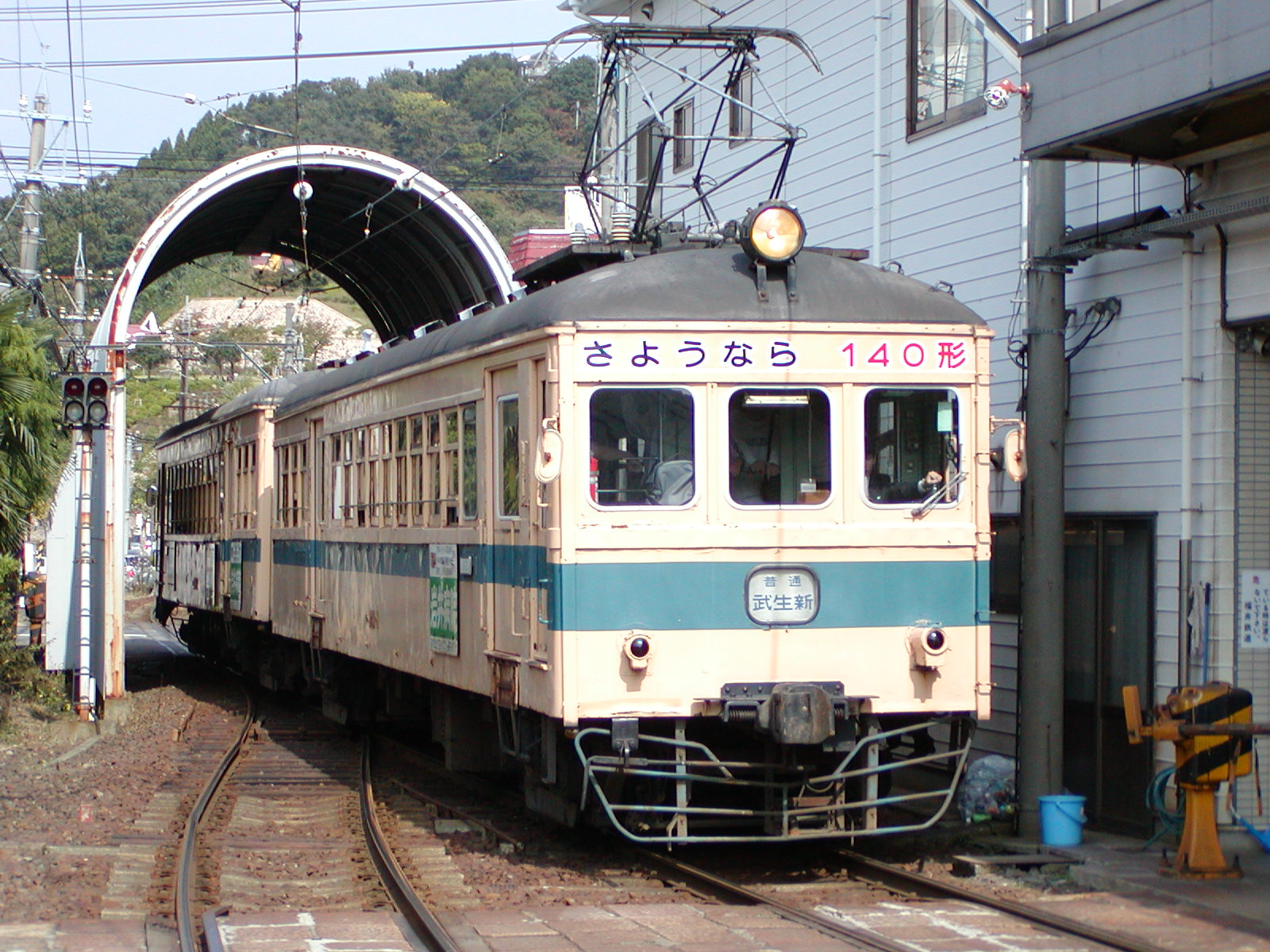
141編成さよなら運転の様子
（2006年10月14日、西鯖江にて撮影）

入線後、1984年（昭和59年）に列車無線取り付けが、1987年（昭和62年）には武生方モハ(-1)の台車のD16型への換装が、1992年（平成4年）にはATS（自動列車停止装置）の設置がそれぞれ施工されている。その間車体塗装の新塗装化も行われ、入線から約20年間福武線の主力形式として使用された。
しかし1990年代後半に至り、経年による老朽化が顕著となってきたことから、600・610形導入に伴う代替対象となって142編成が1998年（平成10年）に、143編成が1999年（平成11年）にそれぞれ廃車となった。141編成はその後も予備車として在籍し、乗務員訓練用途にも使用されていた。2004年10月1日改正ダイヤでは、いずれも平日・土曜日の朝に、武生新駅 → 田原町駅 → 神明駅間の普通および武生新駅 → 田原町駅間の急行（田原町駅・神明駅 → 武生新駅間は回送）の運用で、検査およびビール列車運行時の車両不足を補う形で使われていた。
名鉄から譲り受けた低床電車の導入により2006年（平成18年）4月1日をもって定期運用から完全に離脱した後、同年10月14・15日に行われたさよなら運転を最後に廃車となった。除籍後は西武生（現・北府）の車両工場に留置されていたが、2007年（平成19年）6月に解体処分され、姿を消した。

## 編成
初代
モハ141（元名鉄モ700形モ701）-クハ141（元名鉄ク2200形ク2201）
モハ142（元名鉄モ700形モ705）-クハ142（元名鉄ク2200形ク2202）
2代
モハ141-1（元長野電鉄モハ300形モハ301）-モハ141-2（元名鉄モ900形モ901）
モハ142-1（元長野電鉄モハ300形モハ302）-モハ142-2（元名鉄モ900形モ902）
モハ143-1（元モハ40形モハ42）-モハ143-2（元名鉄モ900形モ907）